# Византийская система сигнальных башен
В IX веке во время арабо-византийских войн Византийская империя использовала систему сигнальных башен для передачи сообщений от границы с Аббасидским халифатом через Малую Азию до византийской столицы Константинополя.
Согласно византийским источникам (Константин VII Багрянородный, Феофан Континуатус и Симеон Магистр), линия сигнальных башен начиналась с крепости Лулон, у северного выхода из Киликийских Ворот, и продолжалась из горы Аргайос (отождествляется в основном с Кесикалеси на Хасандаг, но также и с Эрджиес возле Кесарии), горы Самос или Исамос (неопознанный, вероятно, к северу от озера Татта), крепость Эгилон (неопознанный, вероятно, к югу от Дорилея), горы Мамас (неизвестно, Константина VII Багрянородного имел Малый Олимп), горы Киризос (где-то между Асканийским озером и заливом Киос, возможно, Катерли Дагы, согласно У. М. Рамзаю), горы Мокилос над Пилами на южном берегу залива Никомедия (Рамзай отождествляет с Саманлы Дагы), горы Святой Авксентий к юго-востоку от Халкидона (современный Кайшдаг) и маяк (Фарос) Большого дворца в Константинополе. Эта основная линия была дополнена вторичными ветвями, которые передавали сообщения в другие места, а также вдоль самой границы.
Основная линия маяков протянулась на 450 миль (720 км). На открытых пространствах Малой Азии станции располагались на расстоянии более 60 миль (97 км), в то время как в Вифинии с её более пересечённой местностью интервалы были сокращены до ок. 35 миль (56 км). Основываясь на современных экспериментах, сообщение может быть передано по всей длине линии в течение часа. Система, как сообщается, была разработана во времена правления императора Феофила (правил в 829–842 гг.) Львом Математиком и использовала пару одинаковых водяных часов, установленных на двух конечных станциях, Лулоне и Маяке. Каждому из двенадцати часов были назначены разные сообщения, так что зажигание костра на первой сигнальной башне в определённый час сигнализировало о конкретном событии и передавалось по линии в Константинополь.
Согласно некоторым византийским летописцам, система была расформирована сыном и преемником Феофила Михаилом III (ок. 842–867), потому что вид освещенных сигнальных башен и известие об арабском вторжении угрожали отвлечь людей и испортить его выступление в качестве одного из колесничих в гонках на Ипподроме. Эта история обычно отклоняется современными учёными как часть преднамеренной пропагандистской кампании источников X века, стремящихся очернить образ Михаила в пользу последующей Македонской династии. Если в этом отчёте действительно есть какой-то элемент правды, он может отражать сокращение или модификацию системы, возможно, из-за ликвидации арабской угрозы во время правления Михаила III. Сохранившиеся части системы, или новая, но похожая, были возобновлены при Мануиле I Комнине (ок. 1143–1180).